# Annali

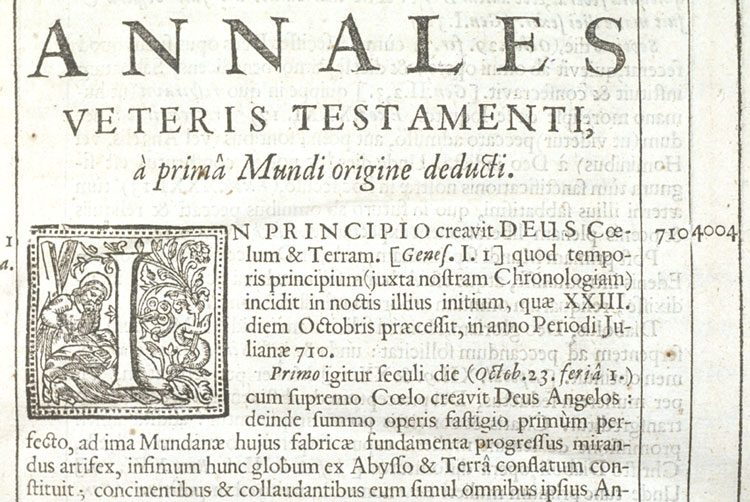
Annali del Vecchio Testamento, di James Ussher

Gli annali sono documenti d'archivio che narrano succintamente i maggiori eventi storici e le catastrofi naturali più rilevanti che coinvolgono un popolo. Si dicono così perché originariamente erano ordinati di anno in anno, ma in età moderna il termine si applica indipendentemente dal modo di ordinamento.
Erano spesso redatti e conservati da autorità religiose. Quelli di Roma antica erano gli annales pontificum: ciascun anno era indicato con i nomi dei due alti magistrati eponimi in carica. Da essi deriva l'annalistica medioevale. Gli annali romani rappresentano, in qualche modo, gli albori di un'attitudine storiografica. Esistono vari esemplari di tali narrazioni.

## Elenco
Ecco un elenco dei più importanti annali romani e medievali:

### Annali romani
- Annales pontificum
- Annales maximi, raccolta di annales pontificum pubblicata in 80 libri dal pontifex maximus Mucio Scevola nel 130 a.C.
- Annales di Quinto Fabio Pittore
- Annales di Lucio Cincio Alimento
- Annales di Lucio Cassio Emina
- Annales di Quinto Ennio
- Annales di Gaio Acilio
- Annales di Publio Cornelio Tacito
- Annales Valesiani

### Annali medievali
- Annales Cambriae
- Annales Alamannici, annalistica degli anni dal 709 al 799, prodotta da diversi monasteri della Svevia e continuata in forme e tempi autonomi (dall'abbazia di Reichenau, con Hermannus Contractus, fino al 939 e da quella di San Gallo fino al 926)
- Annales Sangallenses maiores, annali del monastero di San Gallo per gli anni 709-1056, nella parte più antica (fino al 918) basati sugli Annales Alamannici, proseguirono poi in modo indipendente
- Annales regni Francorum, cronaca franca scritta per i primi re franchi, che copre gli anni dal 741 all'829; coinvolse almeno tre redattori, uno dei quali potrebbe essere stato lo storico franco Eginardo; rappresentano la più importante fonte per la storia politica e militare del regno di Carlo Magno
- Annales Bertiniani, cronaca franca ritrovata nel monastero di San Bertino, da cui prese il nome, che copre gli anni dall'830 all'882; fu scritta da diversi redattori, tra cui Incmaro di Reims, ed è conservata nella Monumenta Germaniae Historica; rappresentano una prosecuzione degli Annales regni Francorum
- Annales Cavenses, annotazioni effettuate dai monaci della Badia di Cava e riguardanti il periodo 569-1318
- Annales Fuldenses, cronaca franca che copre gli ultimi anni di regno di Luigi il Pio (m. nell'840), fino alla presa del potere da parte di Luigi III di Francia (900); è una fonte fondamentale per la storia dei Carolingi; rappresentano una prosecuzione degli Annales regni Francorum
- Annales Iuvavenses (o Annali di Salisburgo), serie di annali scritti tra il IX e il X secolo a Salisburgo, utile fonte per la storia della Germania sudorientale (Baviera e Austria), che però sopravvive solo in frammenti copiati nel XII secolo
- Annales Mettenses priores, o Annali di Metz, cronaca del regno franco che copre il periodo 678 - 830, che presentano gli eventi in una ottica pro-carolingia
- Annales Vedastini (o Annali di St-Vaast), serie di annali scritti all'inizio del X secolo nel monastero di St-Vaast ad Arras, importante fonte per la storia del IX secolo; insieme agli Annales Fuldenses e agli Annales Bertiniani, vengono combinati con altri annali in un insieme indicato come Chronicon Vedastinum, una cronaca generale che copre tutta la storia dell'Impero Carolingio fino all'899
- Annales Xantenses (o Annali di Xanten), serie di annali probabilmente scritti a Lorsch (per la parte che copre il periodo che va dall'832 all'852, fonte indipendente dal Chronicon Vedastinum) e a Colonia (per la parte che giunge fino all'873)
- Annales laureshamenses (o Annali di Lorsch), serie di annali scritti nell'Abbazia di Lorsch relativi all'impero dei Franchi che coprono gli anni dal 703 all'803 con un breve prologo.
- Annales Petaviani, annali dell'impero carolingio dal 687 al 799.
- Annales Fontanellenses, annali compilati nell'Abbazia di Saint-Wandrille relativi al periodo compreso tra l'840 e l'856
- La serie degli Annali irlandesi
- Annali del Caffaro, riguardanti la storia di Genova dal 1099 al 1163

### Annali arabi
- Kitāb (o Taʾrīkh) al-rusul wa l-mulūk (Libro - o Storia - dei profeti e dei re) di Ṭabarī: annali che coprono l'intero periodo dell'umanità, dall'epoca della creazione di Adamo fino al Califfato abbaside dei primi del IX secolo.

### Annali Asiatici
- Kyūyō
- Annali della dinastia Joseon